# 幽霊暁に死す
『幽霊暁に死す』（ゆうれいあかつきにしす）は、1948年（昭和23年）製作・公開、マキノ正博監督の日本の長篇劇映画である。長谷川一夫の新演伎座、マキノ正博のCAC（映画芸術協同）、それぞれの設立第1回作品である。

## 略歴・概要
第二次世界大戦の始まる1942年（昭和17年）に長谷川一夫が山田五十鈴ともに設立した劇団・新演伎座を、この1948年に株式会社化し、マキノ正博も姉・富子の夫・高村正次らとともにCACを設立、両企業にとって、第1回作品となった。
CACは、宝塚スタジオ内に設置されたプロダクションであったが、同スタジオは休眠が長くて設備がまったく整っておらず、本作の撮影には、東横映画の撮影所長を務めていたマキノ光雄の協力を得て、セット撮影は東横映画撮影所、ロケーション撮影を上加茂のゴルフ場建設地で行った。
企画に名をつらねる早川征春は、当時轟夕起子のマネージャーを務めていたが、マキノの側近中の側近・早川雅浩の別名、本名は早川雅晴である。のちに大映京都撮影所でマキノが監督した『玄海遊侠伝 破れかぶれ』（1970年）等でもプロデューサーを務めた。長橋善語は、かつて牧野省三没後のマキノ・プロダクションでマキノ光雄総務部の下で総務部次長を務めた長橋達夫である。当時はマキノ光雄所長の下で総務部長の職にあり、本作のセット撮影を東横映画撮影所で行ったために、光雄のかわりにクレジットされたものである。長橋はのちの東映京都撮影所長である。
撮影技師の三木滋人、照明技師の西川鶴三、録音技師の加瀬久は、CACの創立メンバーであり、同プロダクションでマキノが監督した全作品の技師を務めた。とくに録音は、当時日本ではまだ採用されていなかったテープレコーダーで録音、フィルムにシンクロさせる方式を採用した。
製作費に関しては、全額東宝が負担、新演伎座サイドに100万円、CACサイドに1,000万円が渡された。本作は、東宝が配給し、同年10月12日に公開された。

## スタッフ・作品データ
- 企画 : 早川征春
- 製作 : 高村正次、長橋善語
- 監督 : マキノ正博
- 脚本 : 小国英雄
- 撮影 : 三木滋人
- 照明 : 西川鶴三
- 録音 : 加瀬久

- 製作 : 新演伎座、CAC（映画芸術協同）
- 上映時間 （巻数 / メートル） : 97分 （10巻 / 2,659メートル）
- フォーマット : 白黒映画 - スタンダードサイズ（1.37:1） - モノラル録音

## キャスト
- 長谷川一夫 - 小幡平太郎、息子小平太
- 轟夕起子 - 妻美智子
- 斎藤達雄 - 小幡平次郎
- 沢村貞子 - 妻たけ子
- 月丘千秋 - 娘きみ子
- 飯田蝶子 - 郡山優子
- 徳川夢声 - 安積文夫
- 万代峰子 - 妻礼子
- 花菱アチャコ - 郡山太七郎
- 田端義夫 - 息子太三郎
- 坂本武 - 井上巡査
- 藤村秀夫 - 中学校校長
- 村田正雄 - 教頭

## 註
1. ↑  『映画渡世・地の巻 - マキノ雅弘自伝』、マキノ雅弘、平凡社、1977年、p.236-237.
2. ↑  『時代映画と五十年』、八尋不二、学芸書林、1974年。
3. ↑  『映画渡世・地の巻 - マキノ雅弘自伝』、p.214.
4. ↑  早川雅浩、日本映画データベース、2009年11月19日閲覧。
5. ↑  『映画渡世・地の巻 - マキノ雅弘自伝』、p.234.
6. 1 2 3 4  『映画渡世・地の巻 - マキノ雅弘自伝』、p.236.
7. ↑  『私の履歴書 経済人』第38巻、日本経済新聞社、2004年 ISBN 453216902X、p.50.